# Kirsten Kaiser
Kirsten Kaiser (* 1961 in Hamm) ist eine deutsche Künstlerin. Sie ist spezialisiert auf Kunst im öffentlichen Raum, Objektkunst und Installationen.

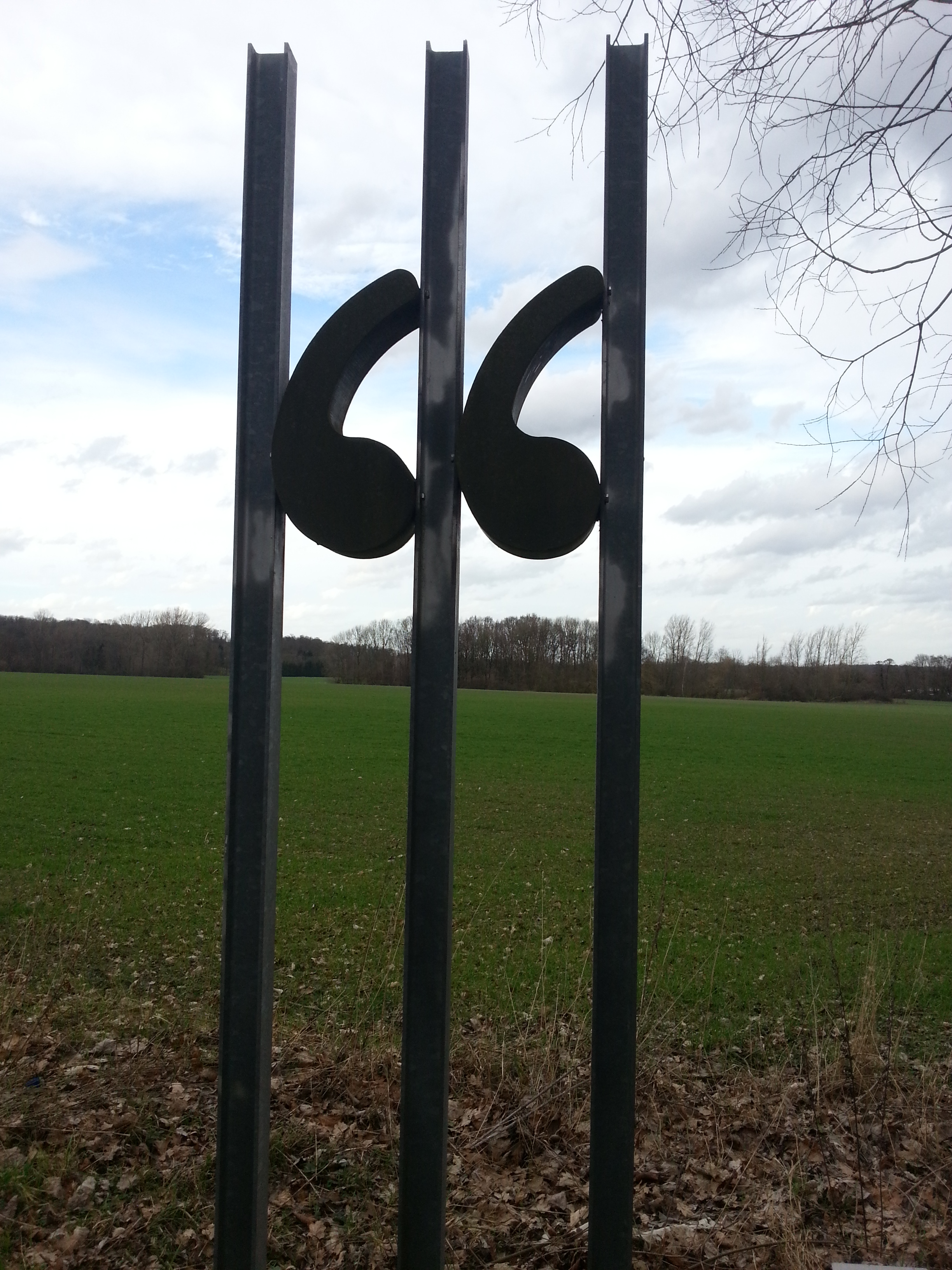
Eines der Anführungszeichen an der Gasselstiege in Münster

## Leben und Werk
Kaiser studierte von 1980 bis 1986 an der WWU Münster und anschließend bis 1992 an der Kunstakademie Münster bei Paul Isenrath, der sie 1991 zur Meisterschülerin ernannte. Kirsten Kaiser war von 2010 bis 2016 Lehrbeauftragte an der Universität Paderborn.
In Hamm realisierte Kirsten Kaiser die Werke FormWind, Hammer Fenster/ante portas und lunetta. 1998 realisierte sie das Werk Anführungszeichen an der Gasselstiege in Münster und 2003 das Werk über(n)ort auf der Halde Lothringen.
Seit 1991 arbeitet sie auch mit Peter Kaiser in den Bereichen Installation, Licht und Kunst im Außenraum.

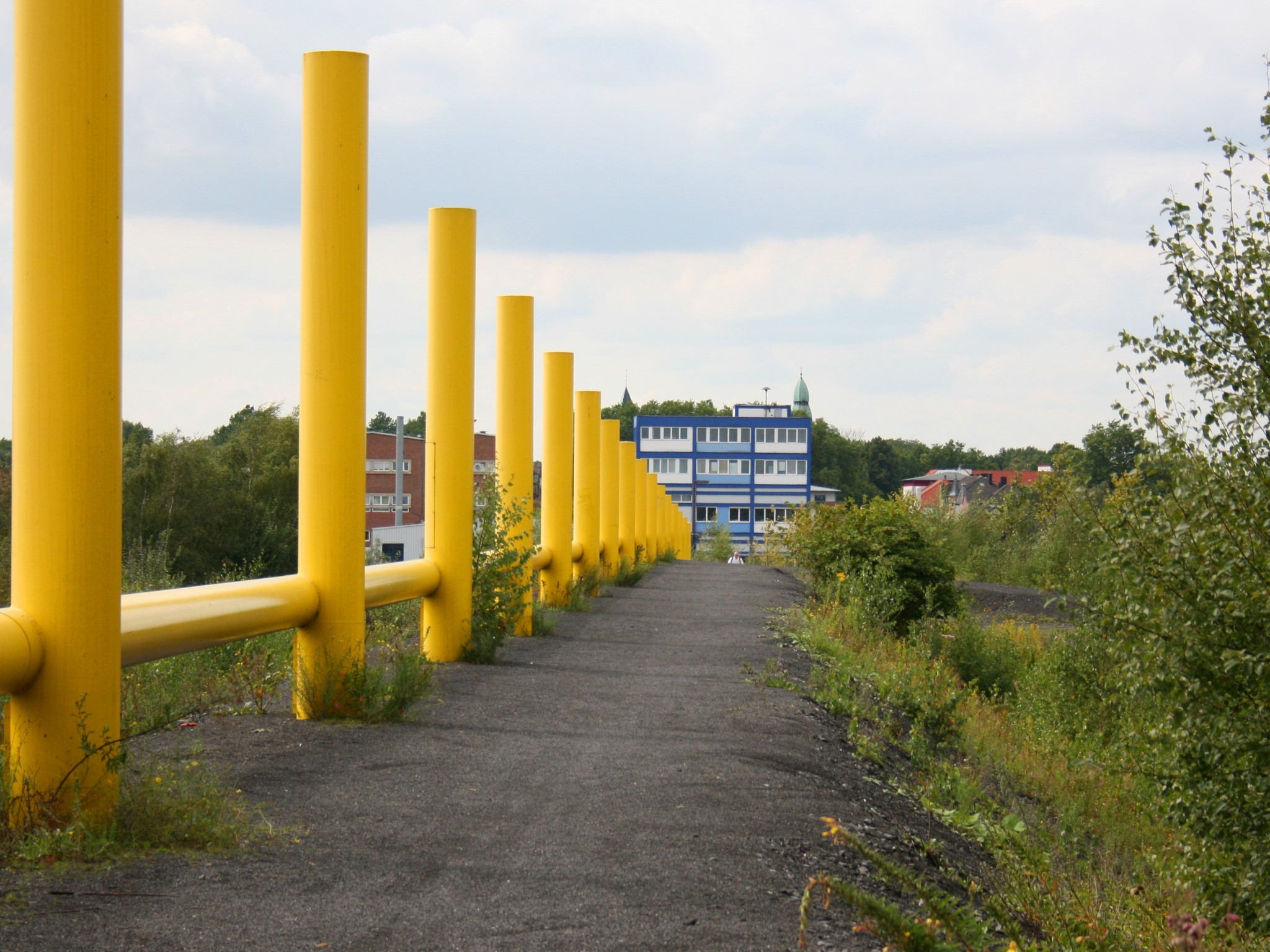
Detail aus über(n)ort, Bochum – Halde Lothringen ost

## Ausstellungen (Auswahl)
- 1989: Reliquien und Ikonen, Wewerka-Pavillon, Münster
- 1990: Projekte und Installationen, Stiftung Künstlerdorf Schöppingen
- 1991: Skulpturenprojekt Alles im Fluß, Lünen
- 1992: Meisterschüler in vier westf. Schlössern, Haus Opherdicke, Holzwickede
- 1995: Studiogalerie XVI, Kunstverein Ahlen, Kunstverein Gelsenkirchen, Galerie Münsterland Emsdetten, Städtische Galerie Lüdenscheid
- 1995: Betonskulptur im 20. Jahrhundert, Museum Kunstpalast, Düsseldorf
- 1996: PLATZierte Kunst, Stadtmuseum Jena
- 1996: Kirsten Kaiser, Galeria Valeria Belvedere, Mailand
- 1997: Anwendungen, Badhaus zu den vier Türmen Bad Ems, Karlsburg
- 1998: Kunstspur, Kunstverein Ahlen
- 1998: Reservate und Sehnsucht, Dortmunder Union-Brauerei
- 2001: Noch mehr Knöpfe für Lüdenscheid, Museen der Stadt Lüdenscheid
- 2002: leinenlos, Installation für das Gustav-Lübcke-Museum, Hamm
- 2004: Werft, Galerie Münsterland, Emsdetten

## Auszeichnungen
- 1993: Studiogalerie, Förderpreis des Landschaftsverbandes Westfalen-Lippe
- 1993: Standorte, Stipendium der Universität Dortmund
- 1995: Transfer, NRW/Italien, Austauschstipendium Bildender Künstler
- 1996: Atelierstipendium der Stadt Münster
- 1999: 1. Preisträgerin für das Wasserkunstwegprojekt
- 1999: 1. Preisträgerin für das Landmarkenprojekt (IBA) für die Halde Lothringen, Bochum
- 2000: Preis der Dresdner Sezession, Dresden
- 2000: Preisträgerin für das Kreiselkunstprojekt Münsterstraße, Ibbenbüren
- 2006: 1. Preis für das European LandArt-Festival in Sachsen/Anhalt